# Saison 2 de Deux Flics à Miami
Chronologie
Saison 1 Saison 3
Cet article présente le guide des épisodes de la saison 2 de la série télévisée Deux Flics à Miami (Miami Vice).
En France, les premiers épisodes des saisons ont été diffusés, en raison de leur durée, en deux parties. Cette page présente le décompte des épisodes selon leur diffusion en France. Le nombre d'épisodes est donc différent de celui des États-Unis.

## Épisodes

### Épisode 1:Le Retour du fils prodigue [1/2]
- États-Unis : 27 septembre 1985
- France :

- Julian Beck (J. J. Johnston)
- Paul Calderon (Gabriel)
- Charles S. Dutton (lieutenant de police)
- Ramon Franco (Bustos)
- Jorge Gil (Henry Drummond)
- Pam Grier (Valerie Gordon)
- Anthony Heald (commandant René)
- Penn Jillette (Jimmy Borges)
- Michael Kell (Levine)
- James Russo (Frank Sacco)
- Bill Smitrovich (commandant de la DEA Berr)

### Épisode 2:Le Retour du fils prodigue [2/2]
- États-Unis : 27 septembre 1985
- France :

- Julian Beck (J. J. Johnston)
- Paul Calderon (Gabriel)
- Charles S. Dutton (Lieutenant de police)
- Ramon Franco (Bustos)
- Jorge Gil (Henry Drummond)
- Pam Grier (Valerie Gordon)
- Anthony Heald (Commandant René)
- Penn Jillette (Jimmy Borges)
- Michael Kell (Levine)
- James Russo (Frank Sacco)
- Bill Smitrovich (commandant de la DEA Berr)

### Épisode 3:Qui vivra verra
- États-Unis : 4 octobre 1985
- France :

- Antoni Corone (Solen)
- Richard Marquez (Rivera)
- Hector Jaime Mercado (Davilla)
- José Angel Santana (Morandez)
- Robert Trebor (Dierks)
- Martin Ferrero (Izzy Moreno)
- John Taylor (J.T. non crédité)

### Épisode 4:Le Retraité
- États-Unis : 18 octobre 1985
- France :

- Little Richard (Marvelle Quinn)
- Bruce McGill (Hank Weldon)
- David Strathairn (Marty Lang)

### Épisode 5:La Combine
- États-Unis : 25 octobre 1985
- France :

- Anthony Correa (George)
- Cleavant Derricks (David Jones)
- Giancarlo Esposito (Adonis Jackson)
- David Proval (Louie Gallo)

### Épisode 6:Un vieux copain
- États-Unis : 1er novembre 1985
- France :

- Eszter Balint (Dorothy Bain)
- Nathan Lane (Monty Price)
- James Remar (Robbie Cann)
- Tom Signorelli (Johnny Cannata)
- Karla Tamburrelli (Ample Annie)
- Frankie Valli (Frank Doss)

### Épisode 7:Ah! L'amour
- États-Unis : 8 novembre 1985
- France :

- José Pérez (Juan Carlos Silva)
- Manuel Cimadevilla (Roberto Penaro)
- Miles Davis (Ivory Jones)
- Ely Pouget (Rosella)

### Épisode 8:À qui le tour
- États-Unis : 15 novembre 1985
- France :

- Peter Sellars (Dr Ohara)
- Ray Sharkey (Bobby Profile)
- Clarence Williams III (Legba)
- Mykelti Williamson (Sylvio Romulus)

### Épisode 9:Pourquoi pas
- États-Unis : 22 novembre 1985
- France :

- Jay Amor (Andrei)
- Tom Bower (agent Carter)
- Rosanna DeSoto (Erendira)
- Jerry Hardin (Hardin)
- Marc Macaulay (en) (Cuzko)
- Dean Stockwell (Jack Gretsky)

### Épisode 10:Le Prix fort
- États-Unis : 29 novembre 1985
- France :

- John Fletcher (Sergent Eddie)
- Tomás Milián (Octavio Arroyo)
- Lynn Whitfield (Odette Ribaud)
- Joaquim de Almeida (Roberto "Nico" Arroyo)
- Martin Ferrero (Izzy Moreno)
- El DeBarge (lui-même)

### Épisode 11:Bon Retour
- États-Unis : 6 décembre 1985
- France :

- Bob Balaban (Ira Stone)
- Patti D'Arbanville (madame Stone)
- Iman (Dakotah)
- Susan Hatfield (madame Estate)
- Gary Cox (Harold)
- Al Hubbs (Revis)

### Épisode 12:Jeux de vilain
- États-Unis : 13 décembre 1985
- France :

- Phil Collins (Phil Mayhew)
- Michael Margotta (Tony Rivers)
- Emo Philips (Joe Pert)
- Richard T. Bear (Tim Stewart)
- Brigid Cleary (Tyrell)
- Gary Kiefer (Ben Bruford)
- Martin Ferrero (Izzy Moreno)
- Kyra Sedgwick (Sarah MacPhail)

### Épisode 13:Ah! La belle vie!
- États-Unis : 10 janvier 1986
- France :

- Arielle Dombasle (Callie Basset)
- Kamala Lopez Dawson (Maria Rojas)
- Albert Hall (Joe Dalva)
- Ted Nugent (Charlie Basset)
- Enrique Sandino (Gravas)
- Roger Pretto (Sergio Clemente)
- Robert Monica (barman)

### Épisode 14:Sacré dollar
- États-Unis : 17 janvier 1986
- France :

- Ned Eisenberg (Charlie Glide)
- Austin Pendleton (Max Rogo)
- Anne Carlisle (Lydia Sugarman)
- Clayton Rohner (Timmy Davis)
- Audrey Matson (Sarah Davis)
- Pepe Serna (Zabado)

### Épisode 15:Un aller simple
- États-Unis : 24 janvier 1986
- France :

- John Heard (Laurence Thurmond)
- Jan Hammer (musicien au mariage)
- Lothaire Bluteau (Philippe Sagot)
- Jean-Pierre Matte (Jean Faber)
- Jon DeVries (Robert Langley)

### Épisode 16:Cette femme est dangereuse
- États-Unis : 31 janvier 1986
- France :

- Fiona (Jackie McSeidan)
- Larry Joshua (Cat)
- Julie Bovasso (la femme au sac)
- Monti Rock III (Manager)
- Joni Siani (reporter)

### Épisode 17:L'Italie
- États-Unis : 14 février 1986
- France :

- Alix Elias (Beatrice)
- Annie Golden (Tommy)
- Stephen Joyce (Frank Tepper)
- Charles Rocket (Marty Worthington)

### Épisode 18:L'Échange
- États-Unis : 21 février 1986
- France :

- Leonard Cohen (Francois Zolan)
- Lisa Eichhorn (Capitaine Danielle Hier)
- Shari Headley (Cindy)
- Elliot Easton (Sullivan)
- Bill Simpkins (Lipton)
- Manuel Espinosa (Harry)
- Xavier Coronel (Sirat Bandi)
- Gina Shuman (Carol)
- Joe Morgan (Chuck)

### Épisode 19:Le Piège
- États-Unis : 7 mars 1986
- France :

- Harvey Fierstein (Benedict)
- Paul Greco (en), Michael Richards (Pagone)
- Bernard King (Matt Ferguson)
- Bill Russell (le juge Ferguson)
- Johnny "Vatos" Hernandez (Marco)
- Michael Fitzgerald (Big thug)
- Richard Arquez, Paul Richards (Hector Berlioz)

### Épisode 20:Une belle prise
- États-Unis : 14 mars 1986
- France :

- Dan Hedaya (Reuben Reydolfo)
- Graham Beckel (Kevin Cates)
- Frank Zappa (Mario Fuente)
- Frederick Herrick (Earle Hodges)

### Épisode 21:La Solution
- États-Unis : 4 avril 1986
- France :

- Byrne Piven (Hector Sandoval)
- Jaime Tirelli (Gomez)
- Luis Guzmán
- Michael Bay
- Bianca Jagger (Carmen)

### Épisode 22:Escroqueries en tous genres
- États-Unis : 2 mai 1986
- France :

- Gary Cole (Jackson Crane)
- Perry Lang (Skip Mueller)
- Richard Belzer (Capitaine Hook)
- Denny Dillon (Fluffy Collins)
- Tommy Chong (T.R. "Jumbo" Collins)
- Charlie Barnett (Neville "Noogie" Lamont)
- Tom Kouchalakos (Stotto)

### Épisode 23:On connaît la musique
- États-Unis : 9 mai 1986
- France :

- John Leguizamo (Ivan Calderone)
- Phanie Napoli (Angelina Calderon)
- James Lally (Jerome)
- J.C. Quinn (Harrison)